# آلیسون لدربارو
آلیسون لدربارو (انگلیسی: Alison Leatherbarrow؛ زادهٔ) بازیکن سابق فوتبال اهل انگلستان است. او بیشتر دوران حرفه‌ای خود را در فودنس لیدیز گذراند.
وی همچنین در تیم ملی فوتبال زنان انگلستان بازی کرده است. در نوامبر ۲۰۲۲، لدربارو توسط اتحادیه فوتبال به عنوان یکی از بازیکنان قدیمی تیم ملی انگلیس و به عنوان بیست و پنجمین بازیکن زن که برای انگلیس بازی کرد، شناخته شد.